# Metropolitana di Smirne
La metropolitana di Smirne (in turco: İzmir Metrosu) è una metropolitana leggera che sere la città turca di Smirne. Attualmente consiste in una linea, che parte dalla stazione di Kaymakamlık nella parte sud-ovest dell'area metropolitana della città e si dirige verso nord-est fino a terminare a Evka-3 a Bornova. Al febbraio 2024, la linea metropolitana di İzmir è lunga 27 chilometri e serve 24 stazioni.
L'ultima estensione della linea è avvenuta il 24 febbraio con l'apertura della tratta Fahrettin Altay–Kaymakamlık. In totale, sette stazione sono state costruite per il prolungamento: Balçova, Çağdaş, Dokuz Eylül Üniversitesi Hastanesi, Güzel Sanatlar Fakültesi, Narlıdere, Şehitlik, e Kaymakamlık. I lavori, iniziati nel 2018 e terminati il 24 febbraio 2024, hanno avuto un costo totale di 287 milioni di euro.

## Materiale rotabile
La linea M1 è stata inaugurata nel 2000 con un totale di 45 vagoni. Nel 2011, il numero è stato aumentato a 77 con l'aggiunta di 8 treni provenienti dalla Cina, per un totale di 32 vagoni. Altri 10 vagoni sono state aggiunte nel 2015, portando il numero complessivo a 87. Nel 2017 sono stati consegnati 19 treni composti da 95 vagoni, portando il totale a 182. Inizialmente, ogni treno era composto da tre carrozze, questo numero è aumentato successivamente a quattro e poi a cinque.

## Galleria d'immagini

Nuovo materiale rotabile presso la stazione di Basmane
Treno in partenza dalla stazione di Sanayi
Treno alla stazione di Sanayi
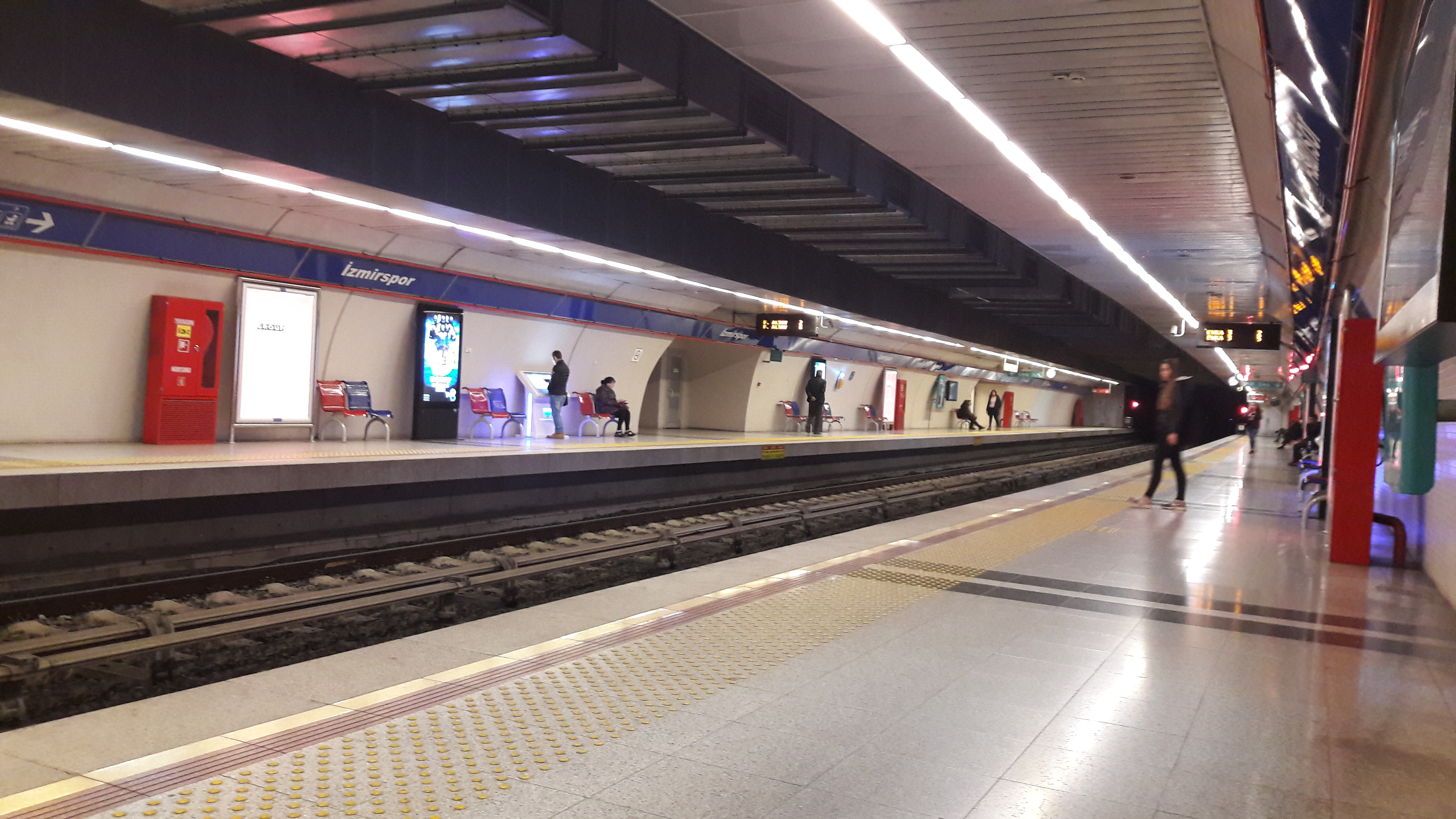
Vista della stazione di Izmirspor
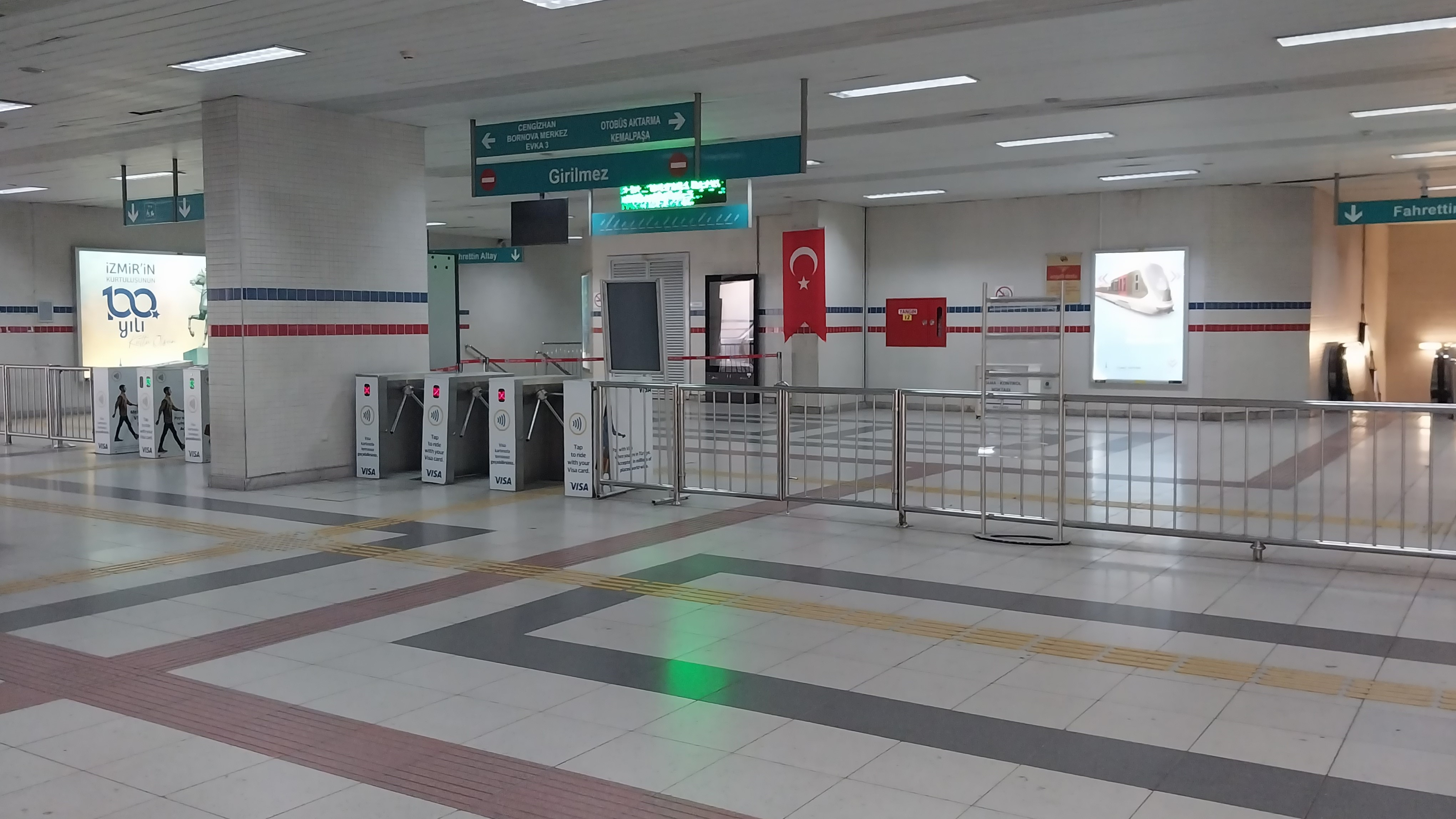
Mezzanino della stazione di Evka 3
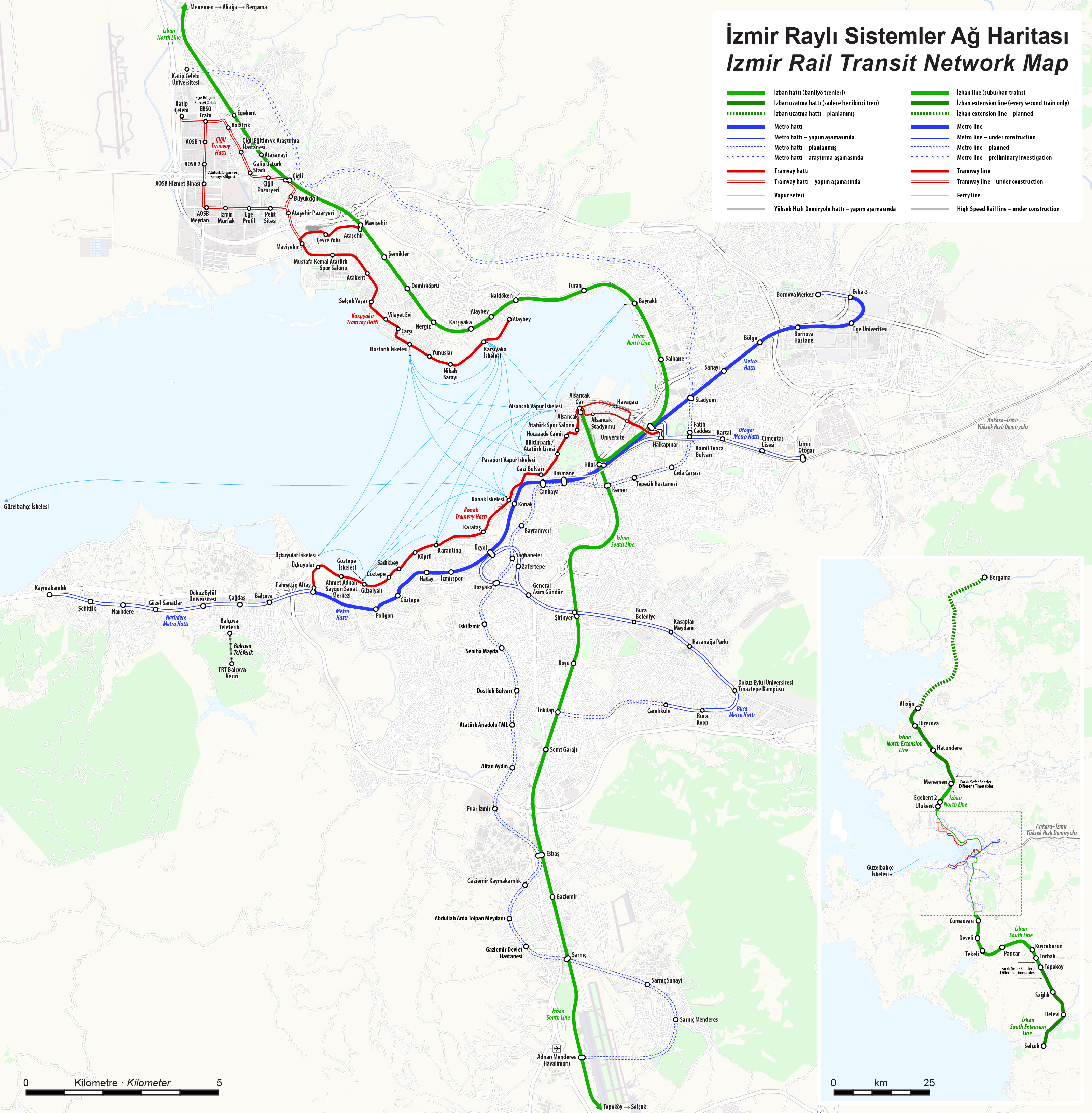
Schema del sistema ferroviario locale. In blu la metropolitana